# Ліпниця-Дольна (Підкарпатське воєводство)
Ліпниця-Дольна (пол. Lipnica Dolna) — село в Польщі, у гміні Бжиська Ясельського повіту Підкарпатського воєводства.
Населення — 590 осіб (2011).
У 1975-1998 роках село належало до Кросненського воєводства.

## Демографія
Демографічна структура станом на 31 березня 2011 року:
|          | Загалом | Допрацездатний вік | Працездатний вік | Постпрацездатний вік |
| -------- | ------- | ------------------ | ---------------- | -------------------- |
| Чоловіки | 296     | 62                 | 205              | 29                   |
| Жінки    | 294     | 66                 | 164              | 64                   |
| Разом    | 590     | 128                | 369              | 93                   |